# Edward Stransham
Edward Stransham (ur. ok. 1554 w Oksfordzie, zm. 21 stycznia 1586 w Tyburn) – angielski prezbiter, męczennik i błogosławiony Kościoła katolickiego, ofiara prześladowań antykatolickich w Anglii okresu reformacji.
Edward Stransham studia w Kolegium św. Jana na Uniwersytecie Oksfordzkim ukończył z tytułem bakalaureata. Po konwersji na katolicyzm w 1578 r. podjął naukę w angielskim studium w Douai. W następnym roku kontynuował dalsze studia w Remis. Święcenia kapłańskie przyjął w Soissons w grudniu 1580 r.. Od lipca następnego roku, gdy powrócił do kraju w grupie kapłanów, wśród których był m.in. Mikołaj Wheeler (Woodfen) podjął swój apostolat. W 1583 r. towarzyszył w podróży do francuskich uczelni przyszłym klerykom. Aresztowany 17 lipca 1585 roku w prywatnym domu przy ulicy Bishopgate w Londynie za odprawianie mszy i skazany na karę śmierci za sprawowanie posługi kapłańskiej. Wyrok przez ścięcie wykonano w Tyburn czego świadkiem był Wilhelm Freeman i co wpłynęło na decyzją o powołaniu do kapłaństwa.
Otoczonego kultem Edwarda Stranshama beatyfikował papieża Pius XI 15 grudnia 1929 roku wraz ze stu sześcioma ofiarami prześladowań tego okresu.
Wspomnienie liturgiczne błogosławionego Edwarda Stranshama w Kościele katolickim obchodzone jest w dzienną rocznicę śmierci (21 stycznia).